# Grand Prix Švédska 1974
Grand Prix Švédska 1974 (oficiálně X Sveriges Grand Prix) se jela na okruhu Scandinavian Raceway v Anderstorpu ve Švédsku dne 9. června 1974. Závod byl sedmým v pořadí v sezóně 1974 šampionátu Formule 1.

## Závod
| Poř.   | No. | Jezdec               | Konstruktér       | Počet kol | Čas/Odstoupení  | Pořadí na startu | Body |
| ------ | --- | -------------------- | ----------------- | --------- | --------------- | ---------------- | ---- |
| 1      | 3   | Jody Scheckter       | Tyrrell-Ford      | 80        | 1:58:31.391     | 2                | 9    |
| 2      | 4   | Patrick Depailler    | Tyrrell-Ford      | 80        | + 0.380         | 1                | 6    |
| 3      | 24  | James Hunt           | Hesketh-Ford      | 80        | + 3.325         | 6                | 4    |
| 4      | 5   | Emerson Fittipaldi   | McLaren-Ford      | 80        | + 53.507        | 9                | 3    |
| 5      | 17  | Jean-Pierre Jarier   | Shadow-Ford       | 80        | + 1:16.403      | 8                | 2    |
| 6      | 26  | Graham Hill          | Lola-Ford         | 79        | + 1 kolo        | 15               | 1    |
| 7      | 27  | Guy Edwards          | Lola-Ford         | 79        | + 1 kolo        | 18               |      |
| 8      | 21  | Tom Belsø            | Iso-Marlboro-Ford | 79        | + 1 kolo        | 21               |      |
| 9      | 8   | Rikky von Opel       | Brabham-Ford      | 79        | + 1 kolo        | 20               |      |
| 10     | 10  | Vittorio Brambilla   | March-Ford        | 78        | Motor           | 17               |      |
| 11     | 28  | John Watson          | Brabham-Ford      | 77        | + 3 kola        | 14               |      |
| DSQ    | 22  | Vern Schuppan        | Ensign-Ford       | 77        | Ilegální start  | 26               |      |
| Ret    | 12  | Niki Lauda           | Ferrari           | 70        | Převodovka      | 3                |      |
| Ret    | 9   | Reine Wisell         | March-Ford        | 59        | Zavěšení        | 16               |      |
| Ret    | 6   | Denny Hulme          | McLaren-Ford      | 56        | Zavěšení        | 12               |      |
| Ret    | 19  | Jochen Mass          | Surtees-Ford      | 53        | Zavěšení        | 22               |      |
| Ret    | 7   | Carlos Reutemann     | Brabham-Ford      | 30        | Únik oleje      | 10               |      |
| Ret    | 2   | Jacky Ickx           | Lotus-Ford        | 27        | Motor           | 7                |      |
| Ret    | 11  | Clay Regazzoni       | Ferrari           | 24        | Převodovka      | 4                |      |
| Ret    | 18  | Carlos Pace          | Surtees-Ford      | 15        | Zacházení       | 24               |      |
| Ret    | 1   | Ronnie Peterson      | Lotus-Ford        | 8         | Hřídel          | 5                |      |
| Ret    | 23  | Leo Kinnunen         | Surtees-Ford      | 8         | Motor           | 25               |      |
| Ret    | 33  | Mike Hailwood        | McLaren-Ford      | 5         | Únik paliva     | 11               |      |
| Ret    | 14  | Jean-Pierre Beltoise | BRM               | 3         | Motor           | 13               |      |
| Ret    | 16  | Bertil Roos          | Shadow-Ford       | 2         | Převodovka      | 23               |      |
| Ret    | 15  | Henri Pescarolo      | BRM               | 0         | Požár           | 19               |      |
| DNS    | 20  | Richard Robarts      | Iso-Marlboro-Ford |           | Vůz řídil Belsø |                  |      |
| DNS    | 20  | Arturo Merzario      | Iso-Marlboro-Ford |           | Zranění         |                  |      |
| Zdroj: |     |                      |                   |           |                 |                  |      |

## Průběžné pořadí po závodě
Pohár jezdců
| Pořadí | Jezdec             | Body |
| ------ | ------------------ | ---- |
| 1      | Emerson Fittipaldi | 27   |
| 2      | Clay Regazzoni     | 22   |
| 3      | Niki Lauda         | 21   |
| 4      | Jody Scheckter     | 21   |
| 5      | Denny Hulme        | 11   |
| Zdroj: |                    |      |

Pohár konstruktérů
| Pořadí | Konstruktér  | Body |
| ------ | ------------ | ---- |
| 1      | McLaren-Ford | 40   |
| 2      | Ferrari      | 30   |
| 3      | Tyrrell-Ford | 25   |
| 4      | Lotus-Ford   | 13   |
| 5      | Brabham-Ford | 10   |
| Zdroj: |              |      |